# 3838 Epona
3838 Epona (1986 WA) là một tiểu hành tinh Apollo, tiểu hành tinh đi qua Sao Thuỷ, và vật thể gần Trái Đất được phát hiện ngày 27 tháng 11 năm 1986 bởi A. Maury ở Đài thiên văn Palomar.